# Ernst Hans Ludwig Krause
Ernst Hans Ludwig Krause, född 27 juli 1859 i Stade, död 1 juni 1942 i Strelitz, var en tysk läkare och botaniker. Han blev medicine doktor i Berlin 1881 och verkade i Saarlouis och Rostock.
Auktorsnamnet E.H.L.Krause kan användas för Ernst Hans Ludwig Krause i samband med ett vetenskapligt namn inom botaniken; se Wikipediaartiklar som länkar till auktorsnamnet.